# ArtePiazza
ArtePiazza（日語：アルテピアッツァ，罗马字：Arutepiattsa）是日本电子游戏开发商及计算机图形工作室。公司名字由意大利单词“艺术”和“广场”组合而成。
公司以为艾尼克斯（现史克威尔艾尼克斯）开发多部勇者斗恶龙作品而知名。虽然ArtePiazza主要是负责CG设计以及为一些早期作品设计插图，但它们也参与了加强重制的工作。其中包括PlayStation 2重制版《勇者斗恶龙V》，以及任天堂DS重制版的《勇者斗恶龙IV》、《勇者斗恶龙V》及《勇者斗恶龙VI》。
公司也参与了一些史克威尔艾尼克斯以外的其他作品，如和Marvelous Interactive（现被Marvelous AQL吸收合并）合作开发了PlayStation Portable及PlayStation 2游戏《纯真生活 新牧场物语》，和光荣合作开发了Wii游戏《Opoona》。

## 游戏

### 勇者斗恶龙系列
- 1996：《勇者鬥惡龍III 接著邁向傳說》（超级任天堂版 - 角色设计/剧本）
- 2000：《勇者斗恶龙VII 伊甸的战士们》（PlayStation - 角色设计/剧本）
- 2001：《勇者斗恶龙IV 被引导的人们》（PlayStation - 角色设计/剧本）
- 2002：《特鲁尼克大冒险3》（PlayStation 2 - 剧本）
- 2004：《勇者斗恶龙V 天空的新娘》（PlayStation 2版）
- 2007：《勇者斗恶龙IV 被引导的人们》（任天堂DS版）
- 2008：《勇者斗恶龙V 天空的新娘》（任天堂DS版）
- 2010：《勇者斗恶龙VI 幻之大地》（任天堂DS版）
- 2013：《勇者斗恶龙VII 伊甸的战士们》（任天堂3DS版）

### 其它游戏
- 2006：《纯真生活 新牧场物语》（PlayStation Portable/PlayStation 2）
- 2007：《Opoona》（Wii）
- 2010：《GO Series: Pinball Attack!》（DSiWare）
- 2010：《Accel Knights: Imashi ga Tame Ware wa Tsurugi o Toru》（DSiWare）
- 2010：《Arrow of Laputa》（DSiWare）
- 2011：《Rikishi》（DSiWare）
- 2023：《超級瑪利歐RPG（重製版）》（任天堂Switch）